# Il cliente (film 2016)
Il cliente (Forušande) è un film del 2016 diretto da Asghar Farhadi.
Vincitore del Prix du scénario e del Prix d'interprétation masculine al Festival di Cannes 2016, nonché del premio Oscar come migliore film straniero, il film è ambientato in Iran.

## Trama
Emad e Rana sono una coppia di attori di Teheran; conducono una vita serena, alternata tra il lavoro di lui come insegnante in una scuola e l'allestimento di Morte di un commesso viaggiatore con la loro compagnia. Un giorno il palazzo in cui abitano viene dichiarato a rischio di crollo, e loro sono costretti a trasferirsi senza preavviso in un appartamento fornito loro dal collega Babak. Questi tace sul fatto che la vecchia inquilina fosse una prostituta e che usasse l'appartamento, dove peraltro ha lasciato molti oggetti personali, per ricevere i suoi clienti.
Un giorno Rana, credendo si tratti di Emad, fa salire in casa un vecchio cliente della donna, ignaro del suo trasferimento, il quale preso alla sprovvista la aggredisce, lasciando poi degli oggetti personali e dei soldi. Rimane volutamente incerto se sia avvenuto uno stupro, e se i soldi siano stati deliberatamente lasciati come compenso. Dopo l'accaduto il rapporto tra Rana e Emad si incrina: lui vorrebbe reagire, denunciando l'accaduto alla polizia; lei invece, soccombendo alla vergogna, insiste per dimenticare tutto. Questa spaccatura incide anche sul lavoro e sulle loro amicizie, e pian piano la loro serenità si deteriora: Rana non riesce più a rimanere da sola nell'appartamento né a usare il bagno dove è stata aggredita, mentre Emad si scaglia verbalmente contro Babak, colpevole di non averli avvertiti dei trascorsi della vecchia inquilina.
Emad decide allora di indagare segretamente a partire dagli oggetti lasciati dall'aggressore e da quelli della vecchia inquilina dell'appartamento; si concentra in particolare su un furgoncino: Emad rintraccia il proprietario e scopre che si tratta di un giovane di nome Majid, che si occupa di sgomberi e traslochi. Con la scusa di un trasloco, Emad attira Majid nel vecchio appartamento dove abitava con Rana, allo scopo di vendicarsi; egli però non si presenta e manda al suo posto l'anziano padre della sua futura sposa. Emad parla con questi di quanto accaduto a Rana, con l'intenzione di mandare a monte la reputazione del ragazzo e il suo imminente matrimonio.
Emad si accorge presto di alcuni elementi che identificherebbero l'anziano come l'aggressore di Rana: di fronte al diniego di quest'ultimo, l'uomo lo rinchiude in una stanza e lo lascia lì per un'intera giornata, al termine della quale porta con sé Rana per un confronto. In seguito contatta la famiglia dell'uomo per poterlo disonorare raccontando loro l'accaduto, ma Rana non condivide il desiderio di vendetta del marito. L'anziano ha un attacco di cuore e riesce a sopravvivere solo grazie all'intervento di Emad e Rana, la quale decide di perdonarlo e chiede al marito di non raccontare nulla alla famiglia dell'uomo, minacciando di lasciarlo in caso contrario.
All'arrivo della famiglia, Emad lo lascia andare senza raccontare niente, ma ugualmente gli restituisce i soldi e gli oggetti personali che aveva lasciato sul luogo del misfatto, sferrandogli infine uno schiaffo in faccia. L'uomo, sopraffatto da tutta la situazione, ha un altro attacco di cuore, stavolta più grave. Mentre Rana si allontana in lacrime dalla casa arriva l'ambulanza, ma le sorti dell'uomo non vengono rivelate. Il film si conclude con Emad e Rana al trucco prima di una replica del loro spettacolo, ormai sospettosi l'uno dell'altra.

## Produzione
Il film è stato prodotto dalla Arte France Cinema, con il supporto di Farhadi Film Production e Memento Films Production. La post-produzione e il suono post-produzione sono invece a opera della Studio Moon. Durante la produzione, Farhadi ha postato un annuncio sui social media chiedendo alle persone di inviare delle brevi audizioni sotto forma di video di se stessi. Migliaia di iraniani hanno partecipato a questa audizione con la speranza di apparire nel nuovo film di Farhadi. Le riprese si fermarono a causa della morte improvvisa di Yadollah Najafi, il celebre registratore di suoni del film. Le scene sono state girate completamente in Iran, e più precisamente nella sua capitale, Teheran.

## Distribuzione
La pellicola è stata distribuita in Francia il 20 maggio 2016 al Festival di Cannes e il 9 novembre dello stesso anno in tutto il paese dalla Memento Films, con il nome di Le client.

## Riconoscimenti
- 2016 – Festival di Cannes
  - Prix du scénario a Asghar Farhadi
  - Prix d'interprétation masculine a Shahab Hosseini
  - Candidatura alla Palma d'oro
- 2016 – National Board of Review Awards
  - Migliori cinque film stranieri
  - Miglior film straniero (Iran)
- 2017 – Golden Globe
  - Candidatura per il Miglior film straniero (Iran)
- 2017 – Premio Oscar
  - Miglior film straniero (Iran)